# Magyar Magánvasút
Magyar Magánvasút Zrt. (Magyar Magánvasút Zártkörűen Működő Részvénytársaság, kurz: MMV) ist ein privates ungarisches Eisenbahnverkehrsunternehmen mit Sitz in Budaörs. Das Unternehmen führt Güterverkehr durch.

## Geschichte
Die MMV wurde 2003 als Aktiengesellschaft (Zártkörűen működő részvénytársaság = Zrt) gegründet. Das Unternehmen ist im Güterverkehr vorwiegend im Inland unterwegs, aber auch im Transitverkehr. 2017 transportierte das Unternehmen fast 4.000.000 Tonnen von verschiedenen Gütern.

### MMV-Rail Austria

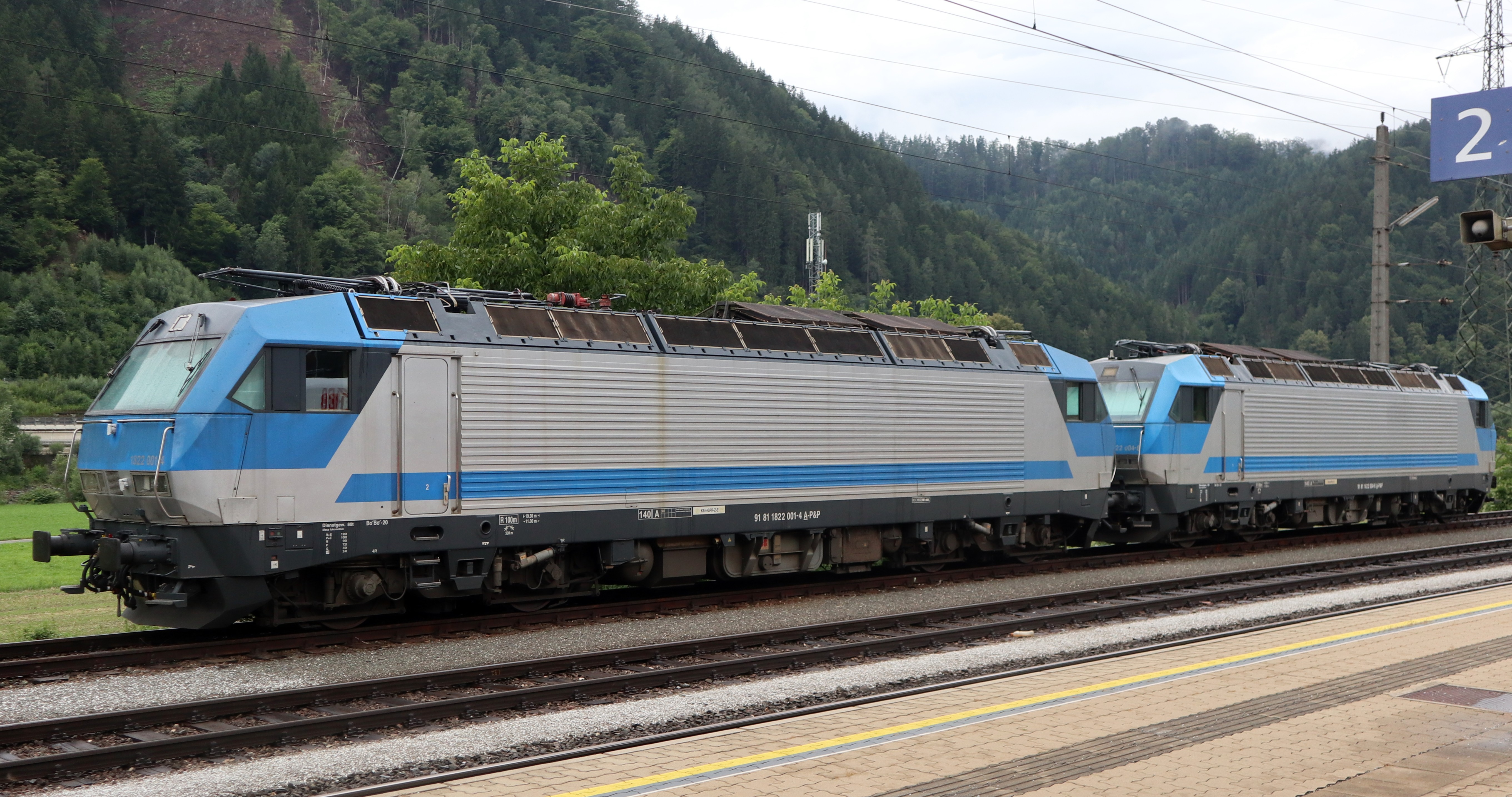
Die beiden reaktivierten 1822er.

Im Jahr 2015 wurde die MMV-Rail Austria gegründet. Das Unternehmen ist Teil der Petrolsped-Gruppe und wurde für den Güterverkehr von Österreich und Deutschland nach Ungarn gegründet. Im Fuhrpark befinden sich Vectron-Lokomotiven der Baureihe 193. Gemeinsam mit Tecsol konnten zwei Lokomotiven der ÖBB-Baureihe 1822 der Adria Transport reaktiviert werden, welche im Güterverkehr auf der Südbahn eingesetzt wurden. Die MMV-Rail Austria beschäftigt insgesamt 18 Mitarbeiter und erreichte einen Umsatz von etwa sechs Millionen Euro (Stand 2018). Firmensitz der MMV-Rail Austria ist in Wiener Neudorf.

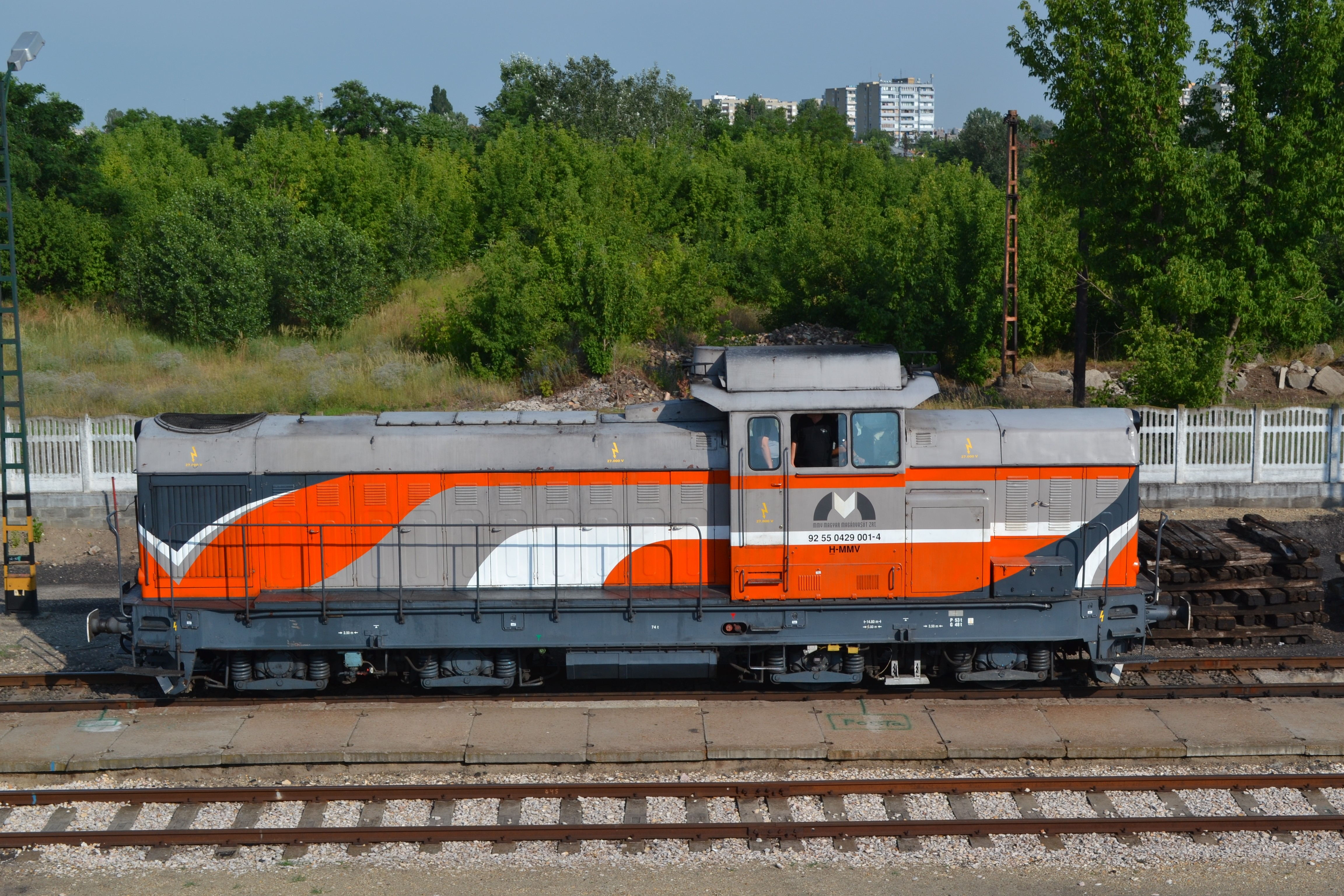
Diesellokomotive der MMV

## Fahrzeugbestand
Im Fuhrpark befinden sich zehn Elektrolokomotiven, unter anderem die Baureihe MMV 601 und MMV 603 und der Softronic Phoenix. Neben Elektrolokomotiven besitzt die MMV acht Diesellokomotiven, hauptsächlich Rangierlokomotiven und dieselelektrische Lokomotiven.
Die Magyar Magánvasút besitzt etwa 100 Güterwagen, 37 Kesselwagen und 62 offene Eas bzw. Eaos-Güterwagen (Stand 2017).